# Campodorus rubidus
Campodorus rubidus är en stekelart som först beskrevs av Thomson 1883.  Campodorus rubidus ingår i släktet Campodorus och familjen brokparasitsteklar. Arten är reproducerande i Sverige. Inga underarter finns listade.